# Diocesi di San Justo
La diocesi di San Justo (in latino Dioecesis Sancti Iusti) è una sede della Chiesa cattolica in Argentina suffraganea dell'arcidiocesi di Buenos Aires. Nel 2022 contava 1.383.000 battezzati su 1.600.000 abitanti. È retta dal vescovo Eduardo Horacio García.

## Territorio
La diocesi comprende circa un terzo del distretto di La Matanza, nella provincia di Buenos Aires.
Sede vescovile è la città di San Justo, dove si trova la cattedrale dei Santi Giusto e Pastore.
Il territorio si estende su 130 km² ed è suddiviso in 44 parrocchie.

## Storia
La diocesi è stata eretta il 18 luglio 1969 con la bolla Omnimode solliciti di papa Paolo VI, ricavandone il territorio dalle diocesi di Lomas de Zamora e di Morón.
Il 22 febbraio 1971, con la lettera apostolica Quandoquidem homines, lo stesso papa Paolo VI ha proclamato la Beata Maria Vergine, venerata con il titolo di Madre di Dio, patrona principale della diocesi, e San Giusto patrono secondario.
Il 25 novembre 2000 ha ceduto una porzione del suo territorio a vantaggio dell'erezione della diocesi di Gregorio de Laferrere.

## Cronotassi dei vescovi
Si omettono i periodi di sede vacante non superiori ai 2 anni o non storicamente accertati.
- Jorge Carlos Carreras † (19 luglio 1969 - 14 aprile 1982 ritirato)
- Rodolfo Bufano † (16 aprile 1982 - 5 novembre 1990 deceduto)
- Jorge Arturo Meinvielle, S.D.B. † (23 aprile 1991 - 2 marzo 2003 deceduto)
- Baldomero Carlos Martini (14 febbraio 2004 - 6 novembre 2014 ritirato)
- Eduardo Horacio García, dal 6 novembre 2014

## Statistiche
La diocesi nel 2022 su una popolazione di 1.600.000 persone contava 1.383.000 battezzati, corrispondenti all'86,4% del totale.
| anno | popolazione | popolazione | popolazione | presbiteri | presbiteri | presbiteri | presbiteri                | diaconi | religiosi | religiosi | parrocchie |
| anno | battezzati  | totale      | %           | numero     | secolari   | regolari   | battezzati per presbitero | diaconi | uomini    | donne     | parrocchie |
| ---- | ----------- | ----------- | ----------- | ---------- | ---------- | ---------- | ------------------------- | ------- | --------- | --------- | ---------- |
| 1970 | ?           | 650.000     | ?           | 30         | 30         |            | ?                         |         |           |           | 32         |
| 1976 | 1.080.000   | 1.200.000   | 90,0        | 97         | 29         | 68         | 11.134                    |         | 95        | 170       | 35         |
| 1980 | 1.192.000   | 1.296.000   | 92,0        | 92         | 33         | 59         | 12.956                    |         | 87        | 158       | 37         |
| 1990 | 1.301.000   | 1.446.000   | 90,0        | 112        | 53         | 59         | 11.616                    |         | 116       | 171       | 49         |
| 1999 | 1.471.000   | 1.635.000   | 90,0        | 139        | 65         | 74         | 10.582                    | 24      | 12        | 146       | 60         |
| 2000 | 860.000     | 956.000     | 90,0        | 87         | 43         | 44         | 9.885                     | 24      | 88        | 96        | 41         |
| 2001 | 860.000     | 956.000     | 90,0        | 102        | 58         | 44         | 8.431                     | 35      | 90        | 96        | 39         |
| 2002 | 720.000     | 800.000     | 90,0        | 66         | 48         | 18         | 10.909                    | 26      | 47        | 137       | 40         |
| 2003 | 720.000     | 800.000     | 90,0        | 68         | 48         | 20         | 10.588                    | 26      | 55        | 139       | 40         |
| 2004 | 810.000     | 900.000     | 90,0        | 69         | 44         | 25         | 11.739                    | 26      | 63        | 139       | 40         |
| 2010 | 975.000     | 1.083.000   | 90,0        | 80         | 49         | 31         | 12.187                    | 23      | 90        | 71        | 40         |
| 2014 | 1.012.000   | 1.124.000   | 90,0        | 77         | 54         | 23         | 13.142                    | 27      | 69        | 82        | 40         |
| 2017 | 1.350.000   | 1.500.000   | 90,0        | 58         | 35         | 23         | 23.275                    | 25      | 62        | 73        | 40         |
| 2020 | 1.370.430   | 1.584.825   | 86,5        | 63         | 40         | 23         | 21.752                    | 21      | 76        | 72        | 41         |
| 2022 | 1.383.000   | 1.600.000   | 86,4        | 58         | 40         | 18         | 23.844                    | 26      | 73        | 58        | 44         |